# Rainer Kolk
Rainer Kolk (* 4. März 1955 in Detmold) ist ein deutscher Germanist.
Kolk wurde 1984 in Bielefeld mit einer Untersuchung zu den Romanen Theodor Fontanes promoviert. Danach publizierte er ein Buch zur Sozialgeschichte der Germanistik im „Nibelungenstreit“. 1996 habilitierte er sich in Köln mit einer literatursoziologischen Arbeit zur „literarischen Gruppenbildung“ im George-Kreis. Von 1999 bis 2019 war er außerplanmäßiger Professor und Dozent an der Universität Bonn. Zum 31. Dezember 2019 wurde er emeritiert.
Seine Forschungsschwerpunkte waren zuletzt (2019) literarische Entwürfe von „Jugend“ und Literatur und Lebenslauf.

## Schriften (Auswahl)
- Beschädigte Individualität. Untersuchungen zu den Romanen Theodor Fontanes. Heidelberg 1986, ISBN 3-533-03890-4.
- Berlin oder Leipzig? Eine Studie zur sozialen Organisation der Germanistik im „Nibelungenstreit“. Tübingen 1990, ISBN 3-484-35030-X.
- Literarische Gruppenbildung. Am Beispiel des George-Kreises 1890–1945. Tübingen 1998, ISBN 3-484-63017-5.

als Herausgeber
- Jugend im Vormärz. Bielefeld 2007, ISBN 3-89528-611-7.